# David Haagen
David Haagen (* 6. April 2002 in Bruck an der Mur) ist ein ehemaliger österreichischer Skispringer.

## Werdegang
Haagen, der für den ESV Mürzzuschlag startet, feierte seine ersten internationalen Erfolge bereits im Kindesalter von elf Jahren bei der Kindervierschanzentournee 2013, deren Gesamtwertung er in der Kategorie K11 gewinnen konnte. Seinen ersten Wettkampf im Rahmen der FIS absolvierte er Ende August 2014 beim FIS-Schüler-Grand-Prix in Ruhpolding, wo er als Sechster in seiner Alterskategorie erneut in der Spitze zu finden war. Bei den Nordischen Skispielen der OPA 2016 in Villach gewann Haagen die Silbermedaille hinter Mathis Contamine, ehe er mit dem Team die Medaillenränge als Vierter knapp verpasste. In den folgenden Jahren trat Haagen regelmäßig im Alpencup an. Als Highlight der Alpencup-Saison fungierten auch 2017 die Nordischen Skispielen der OPA, welche in diesem Jahr in Hinterzarten stattfanden und bei denen Haagen in der Jugendkategorie siegreich hervorging. Nachdem er Anfang September 2018 in Einsiedeln zwei Alpencup-Springen gewinnen konnte, debütierte Haagen am 15. September 2018 in Oslo im Continental Cup. Am ersten Wettkampftag wurde er zwar disqualifiziert, doch erreichte er als Fünfzehnter beim zweiten Springen direkt die Punkteränge. Im weiteren Saisonverlauf 2018/19 ging Haagen abwechselnd im Continental Cup und Alpencup an den Start. Nachdem er im Januar 2019 im drittklassigen FIS Cup ein Springen gewonnen hatte, nahm er an den Nordischen Junioren-Skiweltmeisterschaften 2019 in Lahti teil. Während Haagen von der Normalschanze Rang 17 belegte, verpasste er mit dem Team als Fünfter sowie dem Mixed-Team als Vierter jeweils knapp die Medaillenränge. Die Saison schloss er als Alpencup-Gesamtsieger ab.

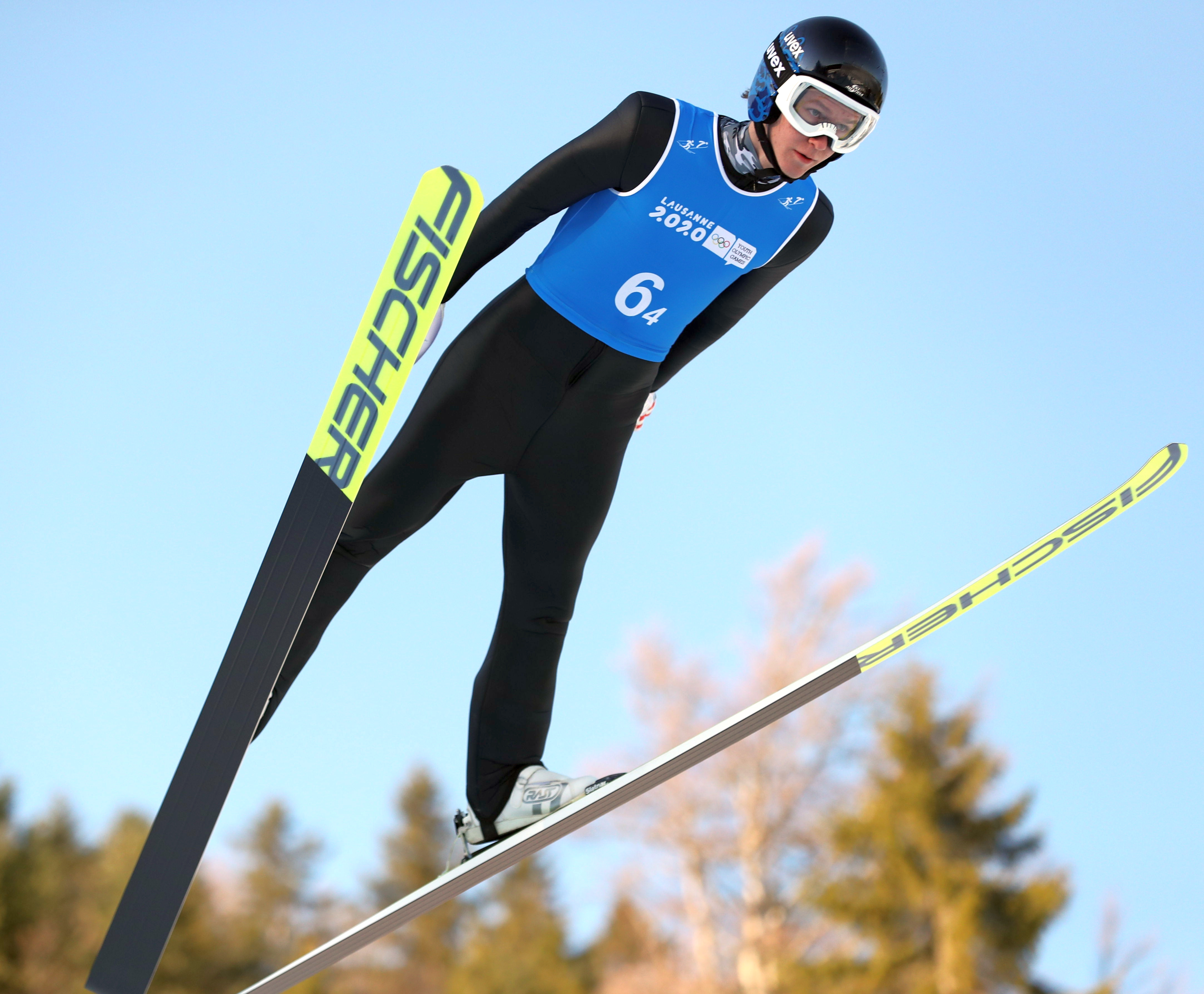
Haagen bei den Olympischen Jugend-Winterspielen 2020

Im Sommer 2019 nahm Haagen konstant an den Wettbewerben des Continental Cups teil und erreichte dabei regelmäßig die Punkteränge. Am 27. Juli 2019 debütierte er auf höchster Ebene im Skisprung-Grand-Prix 2019 in Hinterzarten, konnte allerdings keine Punkte sammeln. Auch bei seiner zweiten Grand-Prix-Teilnahme in Hinzenbach gelang ihm der Sprung in die Punkteränge nicht. Als Saisonhöhepunkt galten die Olympischen Jugend-Winterspiele im Januar 2020 in Lausanne. Dabei konnte er hinter seinem Landsmann Marco Wörgötter sowie dem Slowenen Mark Hafnar Bronze gewinnen. Gemeinsam mit dem lediglich bei Jugend-Olympia durchgeführten Nordic-Mixed-Team gewann Haagen zudem Silber. Wenige Wochen später stellte er sich erneut bei den Nordischen Junioren-Skiweltmeisterschaften 2020 in Oberwiesenthal der Konkurrenz. Im Vergleich zum Vorjahr verbesserte er sich im Einzelspringen von der Normalschanze auf den achten Platz. Gemeinsam mit Peter Resinger, Josef Ritzer und Marco Wörgötter wurde er zwei Tage später Vize-Juniorenweltmeister mit dem Team. Zum Auftakt in den Sommer 2020 war Haagen, der für die Saison 2020/21 in den B-Kader eingeteilt wurde, Teil der österreichischen Delegation beim Grand Prix in Wisła, wo er die Ränge 17 und 10 erreichte und so einen überraschend starken Eindruck hinterließ. Da aufgrund der COVID-19-Pandemie keine weiteren Grand-Prix-Wettbewerbe abgehalten wurden, reichte diese Leistung zum 13. Platz in der Gesamtwertung. Bei den österreichischen Meisterschaften 2020 war Haagen als Zwölfter von der Normalschanze sowie mit Rang 14 von der Großschanze zwar im vorderen Drittel zu finden, blieb allerdings deutlich hinter der nationalen Spitze zurück. Für die Weltcup-Springen am letzten November-Wochenende im finnischen Ruka wurde Haagen erstmals ins österreichische Weltcup-Team berufen. Bei seinem Debüt belegte Haagen den 49. Platz. In den folgenden Monaten ging er wieder bei unterklassigen Wettkampfserien an den Start. Nach durchwachsenen Leistungen gelang ihm am 23. Jänner in Oberhof sein erster Saisonsieg im Alpencup. Wenige Wochen später nahm er an den Nordischen Junioren-Skiweltmeisterschaften 2021 in Lahti teil, wo er mit 0,6 Punkten Rückstand auf Landsmann Niklas Bachlinger die Silbermedaille im Einzel gewann. Tags darauf gewann er gemeinsam mit Daniel Tschofenig, Elias Medwed und Niklas Bachlinger den Junioren-Weltmeistertitel im Team. Daraufhin wurde er für die Weltcup-Springen in Râșnov nominiert, da die österreichischen Spitzenathleten eine Wettkampfpause einlegten. Haagen sprang auf den 18. Platz, womit er seine ersten Weltcup-Punkte gewann.
Bei den Nordischen Juniorenskiweltmeisterschaften 2022 im polnischen Zakopane wurde er Juniorenvizeweltmeister hinter seinem Landsmann Daniel Tschofenig und vor dem ebenfalls aus Österreich stammenden Markus Müller. Im Mannschaftswettbewerb mit Tschofenig, Müller und Jonas Schuster sowie im Mixed-Teamwettbewerb mit Tschofenig, Vanessa Moharitsch und Julia Mühlbacher wurde er jeweils Weltmeister.
Trotz dessen sowie guter Leistungen im Continental Cup sprang Haagen in der nachfolgenden Saison 2022/23, neben zwei Einsätzen im Grand Prix, ausschließlich im FIS Cup.
Er hat sein Karriereende im Alter von 23 Jahren am 23. Juli 2025 bekanntgegeben.

## Privates
Haagen besuchte das Schigymnasium Stams, deren Schüler des Jahres er 2020 wurde. Seine Brüder Philipp (* 1999) und Lukas (* 2006) waren oder sind ebenso als Skispringer aktiv. Im Jahr 2020 war Haagen in Kapellen wohnhaft.

## Statistik

### Weltcup-Platzierungen
| Saison  | Platz | Punkte |
| ------- | ----- | ------ |
| 2020/21 | 63.   | 013    |

### Grand-Prix-Platzierungen
| Saison | Platz | Punkte |
| ------ | ----- | ------ |
| 2020   | 13.   | 040    |
| 2024   | 70.   | 011    |

### Continental-Cup-Platzierungen
| Saison  | Sommer | Sommer | Winter | Winter | Gesamt | Gesamt |
| Saison  | Platz  | Punkte | Platz  | Punkte | Platz  | Punkte |
| ------- | ------ | ------ | ------ | ------ | ------ | ------ |
| 2018/19 | 79.    | 016    | 83.    | 036    | 91.    | 052    |
| 2019/20 | 39.    | 082    | –      | –      | 75.    | 082    |
| 2020/21 | 23.    | 017    | 37.    | 123    | 34.    | 140    |
| 2021/22 | 09.    | 207    | 41.    | 168    | 26.    | 375    |

## Sonstiges
In seinem damaligen Wohnort Kapellen wurde ihm im März 2021 vom Bürgermeister und Vizebürgermeister aufgrund seiner Erfolge bei den Nordischen Junioren-Skiweltmeisterschaften 2021 ein Empfang bereitet. Seit Ende März 2021 werden die Skier, mit denen Haagen bei den Nordischen Junioren-Skiweltmeisterschaften 2021 zwei Medaillen gewann, im Mürzzuschlager Wintersportmuseum ausgestellt. Die Ski stehen unter anderem neben jenen von Toni Innauer, Hubert Neuper, Andreas Goldberger, Thomas Morgenstern oder Mario Stecher.